# A Band of Buriers
A Band of Buriers ist eine englische Folk-Band die auch Spoken-Word-Elemente vertont.
Die Gruppe wurde 2010 von James P. Honey (Gesang, Gitarre) und Jamie Romain (Cello, Gitarre) gegründet. Im Juli 2011 erschien das Debütalbum beim Label Decorative Stamp. Im Musikvideo zum Titelsong des zweiten Albums Filth sind die Schauspieler Matthew Lewis und Lily Loveless zu sehen. Eine anschließende Tournee führte die Band durch England, Deutschland, Österreich und Frankreich.

## Diskografie (Alben)
- 2011: A Band of Buriers
- 2012: Filth